# Phyciodes reaghi
Phyciodes reaghi är en fjärilsart som beskrevs av Reiff 1913. Phyciodes reaghi ingår i släktet Phyciodes och familjen praktfjärilar. Inga underarter finns listade i Catalogue of Life.